# José Antônio Rezende de Almeida Prado
José Antônio Rezende de Almeida Prado (Santos, 8 de febrero de 1943—São Paulo, 21 de noviembre de 2010) fue un compositor y pianista brasileño, miembro de la Academia Brasileña de Música, considerado uno de los mayores exponentes de la música erudita en Brasil.

## Formación
Estudió en Brasil con Dinorá de Carvalho (piano), Osvaldo Lacerda (armonía) y Camargo Guarnieri (composición).
Después de conquistar el primer premio en el "I Festival de Música de la Guanabara" en 1969, por la cantata "Pequeños Funerales Cantantes", sobre un texto de suya prima, la poeta Hilda Hilst, prosiguió sus estudios en Europa. Estudió con Nadia Boulanger y Olivier Messiaen en París entre 1970 y 1973, además de una breve permanencia en Darmstadt para estudiar con György Ligeti y Lukas Foss.

## Actividades profesionales
Volvió para el Brasil en 1974, asumiendo el cargo de profesor en el "Conservatório Municipal de Cubatão". Poco tiempo después fue contratado por el entonces rector de la Unicamp, Zeferino Vaz, para ser profesor del curso de música del Instituto de Artes de la universidad, en la cual fue profesor por 25 años, hasta su jubilación en 2000.
También en 2000, por encomienda del Ministerio de la Cultura,  compuso la obra Cartas Celestes n°8 para violín y orquesta, en conmemoración de los 500 años del Descubrimiento de Brasil.
En 2010 residía en São Paulo, donde daba algunos cursos de análisis musical y cursos sobre su obra, además de presentar un programa de música contemporánea, Kaleidoscópio, en la radio Cultura FM.
El compositor y pianista tenía una salud frágil, por su diabetes. Fue ingresado en un hospital de São Paulo, tras sufrir un paro cardiorrespiratorio. Falleció diez días después, en la mañana de 21 de noviembre de 2010, a los 67 años de edad, víctima de un edema pulmonar agudo.

## Obra parcial
- Música orquestral: Ciudad de São Paulo (1981); Sinfonia de los orixás (1985-86); Sinfonia Apocalipse (1987); Variaciones concertantes para marimba, vibráfono y cuerdas (1984); Concert Fribourgeois (1985) y Concierto para piano y orquesta (1983).
- Música coral: Ritual para el Viernes Santo para coro y orquesta (1966); Pasión de Nuestro Señor Jesus Cristo segundo Son Marcos (1967); Pequeños funerales cantantes para coro, solistas, orquesta (1969); Carta de Patmo para coro, solista y orquesta (1971); Thèrèse o l’Amour de Dieu para coro y orquesta (1986); Cantata Bárbara Heliodora para solistas, coro mixto y orquesta de cámara (1987); Cantata Adonay Roi Loeçar para solistas, coro y orquesta de cámara.
- Música instrumental: Sonata para violoncelo (1980); Tres Sonatas para violino y piano; Sonata para viola y piano (1983); Réquiem para la paz (1985); Sonata para flauta y piano (1986); Trío marítimo para violino, viola y piano (1983); Libro mágico de Xangô para violino y violoncelo (1984); Libro Sonoro, para quarteto de cuerdas (1975).
- Música para piano: Cartas Celestes (1974, 1982-83, 1985), considerada una de las grandes obras pianísticas del siglo XX; Sonatas; Nocturnos; Prelúdios; Momentos; Ríos; Islas; Itinerário idílico y amoroso o Libro de Helenice (1976);  Rosário de Medjugorje (1987); Tres Croquis de Israel (1989); Quince Flashes de Jerusalén (1989). Otras obras, como Dieciséis Poesilúdios para piano (1983-1985).

En total, Almeida Prado creó más de 300 obras, parte de las cuales fue publicada por la editora alemana Tonos Musikverlags.

## Algunas publicaciones
- Prado, José Antônio R. De Almeida. 1986. Cartas Celestes: uma uranografia sonora geradora de novos processos composicionais. Campinas: Universidade Estadual de Campinas, Instituto de Artes, Departamento de Música: 1986. Tesis de doctorado.